# ウィシン&ヤンデル
ウィシン&ヤンデル (Wisin & Yandel) は、 ウィシンとヤンデルからなるプエルトリコのレゲトンデュオである。1990年代後半にキャリアをスタートさせて以降ともに活動しており、2009年の第51回グラミー賞ではアルバム『Wisin vs. Yandel: Los Extraterrestres』が最優秀ラテン・アーバン・アルバム賞を受賞した。